# 松沢あさか
松沢 あさか（まつざわ あさか、1932年- ）は、日本のドイツ語翻訳家。本名・松沢朝香、旧姓・渡辺。

## 人物・来歴
愛知県出身。父親、母親共に小学校教師。1942年、台南州新営東尋常小学校に赴任した父親と共に一家で台湾に移住。終戦後台湾から引揚げの後、新制愛知県立新城高等学校に入学。
名古屋大学文学部独文科卒業。中学校や高校の英語教師ののち、30代半ばで仕事を辞め専業主婦に。60歳で翻訳を始める。現在は富山県高岡市在住。ドイツ語の児童文学を翻訳する。2000年『絵で見るある町の歴史』の翻訳で産経児童出版文化賞受賞。

## 翻訳
- ミリアム・プレスラー（ドイツ語版）『だれが石を投げたのか?』さ・え・ら書房 1993
- イリーナ・コルシュノウ『ウーヌーグーヌーがきた!』さ・え・ら書房 1994
- ミリアム・プレスラー『幸せを待ちながら』さ・え・ら書房 1995
- クリスティーネ・ネストリンガー『わたしにはパパだっているもんね』さ・え・ら書房 1995
- ペーター・アブラハム（ドイツ語版）『学校ユウレイとおてんばカローラ』大和田美鈴絵 さ・え・ら書房 1996
- レナーテ・ヴェルシュ（ドイツ語版）『ヒース咲く丘のホスピスから』さ・え・ら書房 1996
- クリスチィーネ・ネストリンガー『耳の中の小人』さ・え・ら書房 1996
- クリスチィーネ・ネストリンガー『あなたのネコもアクマかもしれない』大和田美鈴絵 さ・え・ら書房 1997
- ニーナ・ラウプリヒ（ドイツ語版）『アンネがいたこの一年』さ・え・ら書房 1997
- ケーテ・レヒアイス（ドイツ語版）文 カレン・ホレンダー絵『ウルフ・サーガ』福音館書店 1997　のち文庫
- ケーテ・レヒアイス『空白の日記』一志敦子画 福音館日曜日文庫 1997
- モニカ・フェート（ドイツ語版）『さて、ぼくは?』さ・え・ら書房 1997
- アヒム・ブレーガー（ドイツ語版）『大きいカアアと小さいカアカア』さ・え・ら書房 1998
- イングリート・ユーベ（ドイツ語版）『真夜中のスパゲッティ』さ・え・ら書房 1998
- コース・メインデルツ（オランダ語版）『またいっしょにおどろうよママ』岩永昭子絵 さ・え・ら書房 1999
- スティーブン・ヌーン絵 アン・ミラード文『絵で見るある町の歴史 タイムトラベラーと旅する12,000年』高岡メルヘンの会共訳 さ・え・ら書房 2000
- イルムガルト・ルフト『あおむしのぼうけん』花岡昭子共訳 さ・え・ら書房 2001
- クラウス・コルドン『一方通行』いよりあきこ絵 さ・え・ら書房 2001
- ニーナ・シンドラー原作 クリスティアーネ・ピーパー絵『弟なんていらない』さ・え・ら書房 2001
- アレクサンドラ・フィッシャー=フーノルト「王立ユウレイ学校のなかまたち」ユーリア・ギンスバッハ絵 さ・え・ら書房

1、アマーリア姫とこうもり城 2002
2、アマーリア姫と海賊船 2002
3、アマーリア姫と古城の宝 2002
4、アマーリア姫と恐怖ツアー　2003
5、アマーリア姫と黄金大作戦 2003
- レギーネ・ベックマン『エンゼル・マイク』さ・え・ら書房 2002
- 『人食い クラウス・コルドン短編集』いよりあきこ絵 さ・え・ら書房 2002
- スティーブ・ヌーン（英語版）絵 アン・ミラード文『絵で見るナイル川ものがたり 時をこえて世界最長の川をくだる』さ・え・ら書房 2004
- クリストフ・ハイン作 ロートラウト・ズザンネ・ベルナー絵『ママは行ってしまった』さ・え・ら書房 2004
- ラヘル・ファン・コーイ『宮廷のバルトロメ』さ・え・ら書房 2005
- ヴァルトラウト・レーヴィン『マレクとマリア』さ・え・ら書房 2005
- トーマス・ブレツィナ「男の子おことわり、魔女オンリー」さ・え・ら書房 2006

1、きのうの敵は今日も敵?
2、兄貴をカエルにかえる?
3、いちばんすてきなママはだれ?
4、うちはハッピーファミリー?
- スティーブ・ヌーン絵 アン・ミラード文『絵で見るある港の歴史 ささやかな交易の場から港湾都市への10,000年』さ・え・ら書房 2006
- ユッタ・リヒター『黄色いハートをつけたイヌ』さ・え・ら書房 2007
- グニラ・リン・ペルソン『アリスは友だちをつくらない』さ・え・ら書房 2008
- マリア・パル『ぼくたちとワッフルハート』堀川理万子絵 さ・え・ら書房 2011
- スーザン・L・ロス 文とコラージュ シンディ・トランボア文『マングローブの木 アフリカの海辺を緑の林に』さ・え・ら書房 2013